# Anna Maria Janer i Anglarill
Anna Maria Janer Anglarill (Cervera, Segarra, 18 de desembre de 1800 - Talarn, Pallars Jussà, 11 de gener de 1885), coneguda com la Mare Janer, va ser una religiosa catalana fundadora de la Congregació de Germanes de la Sagrada Família d'Urgell. Ha estat proclamada venerable per l'Església catòlica i va ser beatificada el 2011.

## Biografia
Anna Maria Janer nasqué el 1800 a Cervera, filla de Josep Janer i Pallés, mestre fuster, i de Magina Anglarill i Olivé, de fortes arrels religioses i d'una fe ferma. Decidí dedicar la seva vida a Déu molt aviat, als 16 anys. Ingressà en la comunitat de les Germanes de la Caritat el 25 de gener de 1819, dedicant-se al servei dels desvalguts. El maig del mateix any, va fer els vots de pobresa, castedat i obediència. Molt aviat esdevindrà mestra de novícies i, el 1832, superiora de l'Hospital de Cervera.
Les epidèmies de tifus, verola i febres s'afegiren a les dificultats polítiques i a l'expulsió de les germanes de l'hospital. Anna Maria es va veure obligada a fugir cap a Solsona. El pretendent carlí Carles V li proposà personalment, per indicacions del canonge Josep Caixal i Estradé, que formava part de la junta d'hospitals carlins de Catalunya, fer-se càrrec dels hospitals de sang de Solsona, la Valldora i Berga, per assistir els ferits de guerra.
Acabada la guerra, hagué de fer camí cap a l'exili en direcció a França; a Tolosa de Llenguadoc treballarà a l'Hospital de la Grave. Retornà a Cervera el 1844 però per pressions governamentals deixà de ser superiora de l'Hospital. L'any 1849 es reformà la Casa de Misericòrdia i li fou encomanada la direcció d'aquest establiment benèfic durant deu anys. També estarà al capdavant de la fundació de les congregacions del Sagrat Cor de Jesús i de l'Associació de les Filles de Maria el 1856.
Anna Maria estava convençuda de la necessitat de crear escoles cristianes per a la promoció de la dona i de la família. El 1857, el bisbe Caixal li demanà que es fes càrrec de l'hospital de la Seu d'Urgell, on fundà un institut que se'n faria càrrec: la congregació de les Germanes de la Sagrada Família d'Urgell. Aviat es difondria per la zona, arribant a Canillo (Andorra) i altres llocs d'Andorra. Amb un sentit realista, la mare Janer formava les novícies no només en l'espiritualitat, sinó en ciències i arts, clau d'un bon ensenyament. La revolució de 1868 deturà l'expansió de la congregació i foren expulsades de l'hospital.
El novembre de 1874 tornaren a la Seu per atendre l'hospital de la ciutat. El 1880 va ser elegida superiora general fins que en 1883 va quedar lliure de tot càrrec i es va instal·lar a la casa de Talarn (Pallars Jussà), on va continuar el tracte amb les novícies i les alumnes. Hi morí l'11 de gener del 1885.

## Veneració
Les restes de Janer descansen al convent de la Sagrada Família d'Urgell a la Seu d'Urgell des del 1961. En 1953 s'incoà la causa de beatificació. Proclamada venerable, fou beatificada el 2011 per Benet XVI, arran del miracle que s'atribueix a Janer, la recuperació d'Anna Padrós i Sellés que patia una malaltia incurable que l'obligava anar amb cadira de rodes.